# Apterivorax sminthuri
Apterivorax sminthuri är en svampart som först beskrevs av S. Keller & Steenb., och fick sitt nu gällande namn av S. Keller 2005. Apterivorax sminthuri ingår i släktet Apterivorax och familjen Neozygitaceae.   Inga underarter finns listade i Catalogue of Life.